# L. B. Abbott
L. B. Abbott (voller Name Lenwood Ballard Abbott, * 13. Juni 1908 in Pasadena, Kalifornien, USA; † 28. September 1985 in Los Angeles, Kalifornien, USA) war ein US-amerikanischer Kameramann und Spezialeffekt-Designer.

## Biografie
Nach seinen Highschool-Abschluss fand L. B. Abbott schon mit 18 Jahren Arbeit in der Filmindustrie. Bei der Fox Film Corporation, dem Vorgänger der 20th Century Fox, begann er als Kameramann zu arbeiten und kam auch schnell mit den Effektdesignern der Firma in Kontakt. 1943 wurde er bei 20th Century Fox dann Chefkameramann und arbeitete unter Fred Sersen für die Kamera-Abteilung der Spezialeffekt-Gruppe. 1953 übernahm er dann die Leitung der Spezialeffekt-Abteilung für Fernsehproduktionen.
Bis zu seinem Rückzug aus dem Filmgeschäft 1970 blieb er bei Fox. Doch auch nach seiner Pensionierung wurde er immer wieder für Filmprojekte, speziell für große Filme, zurückgerufen. Zum letzten Mal war er 1982 an einem Film beteiligt. Anfang 1985 wurde sein Buch Special Effects - Wire, Tape and Rubber Band Style veröffentlicht.
Am 28. September 1985 verstarb L. B. Abbott. Er hinterließ seine Frau Muriel, die er 1934 heiratete und mit der er zwei Kinder hatte.

## Auszeichnungen
L. B. Abbott wurde für seine Arbeit mehrfach für Filmpreise nominiert und ausgezeichnet.
- 1960: Oscarnominierung für Die Reise zum Mittelpunkt der Erde mit James B. Gordon und Carlton W. Faulkner
- 1967: Emmy für Time Tunnel (TV-Serie)
- 1968: Oscar für Doktor Dolittle
- 1971: Oscar für Tora! Tora! Tora! mit A. D. Flowers
- 1973: Special Achievement Award der AMPAS für Die Höllenfahrt der Poseidon mit A. D. Flowers
- 1977: Special Achievement Award der AMPAS für Flucht ins 23. Jahrhundert mit Glen Robinson und Matthew Yuricich
- 1977: Golden Scroll der Academy of Science Fiction, Fantasy & Horror Films
- 1978: Emmy für Abenteuer Atlantis (TV-Serie) mit Frank Van der Veer

## Filmografie (Auswahl)

### Kinofilme
- 1927: Wings
- 1937: Mr. Moto und der China-Schatz (Thank You, Mr. Moto)
- 1951: Der Tag, an dem die Erde stillstand (The Day the Earth Stood Still)
- 1953: Don Camillos Rückkehr (Il ritorno di Don Camillo)
- 1957: Die große Liebe meines Lebens (An Affair to Remember)
- 1957: Sirene in Blond (Will Success Spoil Rock Hunter?)
- 1957: Eva mit den drei Gesichtern (The Three Faces of Eve)
- 1957: Vierzig Gewehre (Forty Guns)
- 1957: Glut unter der Asche (Peyton Place)
- 1957: Duell im Atlantik (The Enemy Below)
- 1958: Die jungen Löwen (The Young Lions)
- 1958: Die Fliege (The Fly)
- 1958: Kampfflieger (The Hunters)
- 1959: Das Tagebuch der Anne Frank (The Diary of Anne Frank)
- 1959: Warlock
- 1959: Die Reise zum Mittelpunkt der Erde (Journey to the Center of the Earth)
- 1960: Versunkene Welt (The Lost World)
- 1960: Land der tausend Abenteuer (North to Alaska)
- 1961: Unternehmen Feuergürtel (Voyage to the Bottom of the Sea)
- 1962: Mr. Hobbs macht Ferien (Mr. Hobbs Takes a Vacation)
- 1963: In Liebe eine 1 (Take Her, She's Mine)
- 1963: Eine zuviel im Bett (Move Over, Darling)
- 1963: Cleopatra
- 1964: Immer mit einem anderen (What a Way to Go!)
- 1964: Bezwinger des Todes (Fate Is the Hunter)
- 1965: Geliebte Brigitte (Dear Brigitte)
- 1965: Meine Lieder – meine Träume (The Sound of Music)
- 1965: Colonel von Ryans Express (Von Ryan's Express)
- 1965: Michelangelo – Inferno und Ekstase (The Agony and the Ecstasy)
- 1965: Der Flug des Phoenix (The Flight of the Phoenix)
- 1965: Morituri
- 1966: Batman hält die Welt in Atem (Batman)
- 1966: Kanonenboot am Yangtse-Kiang (The Sand Pebbles)
- 1966: Derek Flint schickt seine Leiche (Our Man Flint)
- 1966: Die phantastische Reise (Fantastic Voyage)
- 1967: Derek Flint – hart wie Feuerstein (In Like Flint)
- 1967: Caprice
- 1967: Das Tal der Puppen (Valley of the Dolls)
- 1967: Doktor Dolittle (Doctor Dolittle)
- 1968: Star!
- 1968: Bandolero
- 1968: Planet der Affen (Planet of the Apes)
- 1968: Der Frauenmörder von Boston (The Boston Strangler)
- 1969: 100 Gewehre (One Hundred Rifles)
- 1969: Zwei Banditen (Butch Cassidy and the Sundance Kid)
- 1969: Die Unbesiegten (The Undefeated)
- 1969: John und Mary (John and Mary)
- 1969: Hello, Dolly!
- 1970: Das einzige Spiel in der Stadt (The Only Game in Town)
- 1970: MASH
- 1970: Patton – Rebell in Uniform ( Patton)
- 1970: Rückkehr zum Planet der Affen (Beneath the Planet of the Apes)
- 1970: Tora! Tora! Tora!
- 1970: Die große weiße Hoffnung (The Great White Hope)
- 1971: Flucht vom Planet der Affen (Escape from the Planet of the Apes)
- 1972: Eroberung vom Planet der Affen (Conquest of the Planet of the Apes)
- 1972: Die Höllenfahrt der Poseidon (The Poseidon Adventure)
- 1973: Die Schlacht um den Planet der Affen (Battle for the Planet of the Apes)
- 1973: Die Möwe Jonathan (Jonathan Livingston Seagull)
- 1974: Flammendes Inferno (The Towering Inferno)
- 1976: Flucht ins 23. Jahrhundert (Logan's Run)
- 1978: Der tödliche Schwarm (The Swarm)
- 1979: 1941 - Wo bitte geht's nach Hollywood (1941)
- 1980: Der Tag, an dem die Welt unterging (When Time Ran Out...)
- 1982: Flammen am Horizont (Wrong Is Right)

### Fernsehserien
- 1966/67: Time Tunnel
- 1966–68: Batman
- 1967: Bruce Lee - Das Geheimnis der grünen Hornisse (The Green Hornet)
- 1968–70: Planet der Giganten (Land of the Giants)
- 1974: Planet der Affen (Planet of the Apes)